# Adoracja tygodniowa
Adoracja tygodniowa – forma cotygodniowego nabożeństwa odprawianego w niektórych kościołach i kaplicach mariawickich, polegająca na indywidualnej lub wspólnotowej adoracji Przenajświętszego Sakramentu.
Niektóre z parafii Kościoła Starokatolickiego Mariawitów i Kościoła Katolickiego Mariawitów, mają przydzielony jeden dzień w tygodniu przeznaczony na wspólnotową lub indywidualną adorację eucharystyczną. Najczęstszym dniem, podczas którego odprawiana jest w parafiach adoracja tygodniowa jest czwartek, na pamiątkę ustanowienia przez Chrystusa w Wieczerniku Sakramentu Eucharystii.
Adoracja tygodniowa jest uzupełnieniem i pogłębieniem duchowości eucharystycznej zawartej w praktykowaniu miesięcznej adoracji. W przeciwieństwie do niej nie ma jednolitego schematu, a jej charakter zależny jest od specyfiki danej parafii i osób prowadzących.
W większych parafiach ma charakter indywidualnej modlitwy praktykowanej przez wiernych zmieniających się co godzina. Wówczas rozpoczyna się od porannej Mszy Świętej i kończy wspólnym wieczornym nabożeństwem, np. Nieszporami o Przenajświętszym Sakramencie.
W niektórych parafiach ma charakter godzinnego nabożeństwa z wystawieniem Przenajświętszego Sakramentu, często połączonego z odprawianiem okresowego nabożeństwa, np. majowego, czerwcowego, Drogi Krzyżowej czy Różańca Świętego. Podczas tygodniowej adoracji Przenajświętszego Sakramentu można spotkać się także z czytaniem fragmentów Pisma Świętego, Dzieła Wielkiego Miłosierdzia lub innych rozważań o tematyce religijnej, a nawet konferencją z zakresu duchowości wygłoszoną przez kapłana lub diakona. Najczęściej podczas tego nabożeństwa odmawia się szereg modlitw i rozważań przeplatanych litaniami, koronkami i pieśniami. Mogą pojawić się także chwile ciszy na osobistą refleksję lub modlitwę spontaniczną. Istotnym elementem adoracji jest koronka do Miłosierdzia Bożego, ułożona, jak głosi tradycja mariawicka, przez św. Marię Franciszkę Kozłowską. Pod koniec nabożeństwa wierni mogą przystąpić do Komunii Świętej, która poprzedzona jest odmówieniem formuły spowiedzi powszechnej. Spoiwem tych form jest wspólny cel adoracji: uwielbienie, dziękczynienie, wynagrodzenie i ubłaganie Pana Jezusa obecnego w Eucharystii.
| Dzień tygodnia | parafia           | godziny     |
| -------------- | ----------------- | ----------- |
| wtorek         | Stryków           | 18:00       |
| wtorek         | Kadzidłowa        | 16:00       |
| środa          | Żarnówka          | całodzienna |
| czwartek       | Cegłów            | całodzienna |
| czwartek       | Wiśniew           | całodzienna |
| czwartek       | Warszawa          | całodzienna |
| czwartek       | Żeliszew          | całodzienna |
| czwartek       | Mińsk Mazowiecki  | całodzienna |
| czwartek       | Gniazdów          | całodzienna |
| czwartek       | Dobra             | 18:00       |
| czwartek       | Leszno            | 16:00       |
| czwartek       | Sobótka           | 16:00       |
| czwartek       | Wola Cyrusowa     | 17:00       |
| czwartek       | Wierzbica         | 9:00        |
| czwartek       | Raszewo           | 16:00       |
| czwartek       | Mont-Saint-Aignan | całodzienna |